# Кубинский тиарис
Куби́нский тиарис (лат. Phonipara canorus) — вид птиц из семейства танагровых (Thraupidae). Единственный представитель рода Phonipara. Обитают на Кубе, а также были завезены на Багамы и острова Теркс и Кайкос. Населяют леса, примыкающие к ним сельскохозяйственные угодья, высокотравье с отдельными деревьями и кустами. Живут небольшими группами порядка 20 особей; во время сезона дождей строят гнёзда в ветвях невысоко над землёй, используя в качестве материала небольшие ветки и корни растений и перья. Рацион составляют семена и насекомые. 

## Внешний вид
Это маленькая птица длиной менее 10 см, для которой характерен половой диморфизм. У взрослого самца грудь черная, спина и крылья оливкового цвета, а оставшийся участок тела до хвоста — серого цвета, лицо и клюв чёрного цвета с канареечно-жёлтым кольцом. У взрослых самок грудь и нижняя сторона тела до хвоста имеет серый цвет, спина и крылья — оливкового цвета, цвет лица серо-коричневвый, имеет бледно жёлтое кольцо, менее яркое, чем у самца. Неполовозрелые птицы внешне похожи на самок. 